# Pedro García Aguado
Pedro Francisco García Aguado (ur. 9 grudnia 1968 w Madrycie) – hiszpański piłkarz wodny. Dwukrotny medalista olimpijski.
Mierzący 193 cm wzrostu zawodnik brał udział w czterech igrzyskach z rzędu (IO 88, IO 92, IO 96, IO 00), na dwóch zdobywając medale: srebro w 1992 i złoto cztery lata później. Był medalistą mistrzostw świata: złotym w 1998 oraz 2001, a także srebrnym w 1991 oraz 1994. W kadrze rozegrał 565 spotkań.
Historia startu García Aguado w IO 92 została przedstawiona jako jeden z głównych wątków w hiszpańsko-andorskim filmie 42 sekundy z 2022 roku. W rolę sportowca wcielił się Jaime Lorente.